# لانشيا دلتا قروب أيه
لانشيا دلتا قروب أيه هي سيارة سباقات بنيت لفريق مارتيني لانشيا بواسطة شركة صناعة السيارات الإيطالية لانشيا من أجل المنافسة في بطولة العالم للراليات. هي مستندة على سيارة لانشيا دلتا وأتت كبديل لسيارة لانشيا دلتا إس 4. ظهرت للمرة الأولى في بطولة العالم في موسم 1987.